# Ликомидов, Александр Фёдорович
Александр Фёдорович Ликомидов — советский хозяйственный, государственный и политический деятель.

## Биография
Родился в 1907 году в Саратове. Член ВКП(б) с 1926 года.
С 1930 по 1932 — слушатель подготовительного отделения Саратовского Института Красной профессуры.
С 1932 по март 1933 — учёба в Саратовском институте Красной профессуры (не окончил).
С сентября 1935 по 1938 — учёба в Аграрном институте Красной профессуры.
С 1926 года - на хозяйственной, общественной и политической работе. В 1926-1943 гг. — секретарь ячейки ВЛКСМ, заведующий Культурно-пропагандистским отделом комитета ВКП(б), секретарь комитета ВЛКСМ Саратовского гвоздильно-проволочного завода имени В. И. Ленина, ответственный секретарь Октябрьского районного комитета ВЛКСМ, заведующий Массово-экономическим отделом Нижне-Волжского краевого комитета ВЛКСМ, секретарь Нижне-Волжского краевого комитета ВЛКСМ, ответственный инструктор Политического сектора Саратовского краевого земельного управления, заведующий Отделом руководящих партийных органов, заведующий Отделом кадров Новосибирского областного комитета ВКП(б), секретарь Новосибирского областного комитета ВКП(б) по кадрам, 1-й секретарь Калмыцкого областного комитета ВКП(б).
Избирался депутатом Верховного Совета РСФСР 1-го созыва.